# Chemic
Chemic är en ort i Mexiko.   Den ligger i kommunen Bella Vista och delstaten Chiapas, i den sydöstra delen av landet, 900 km sydost om huvudstaden Mexico City. Chemic ligger 675 meter över havet och antalet invånare är 369.
Terrängen runt Chemic är kuperad åt nordost, men åt sydväst är den bergig. Chemic ligger nere i en dal. Runt Chemic är det ganska tätbefolkat, med 80 invånare per kvadratkilometer. Närmaste större samhälle är Frontera Comalapa, 7,7 km norr om Chemic. I omgivningarna runt Chemic växer huvudsakligen savannskog.